# Sân vận động Thammasat
Sân vận động Thammasat là một sân vận động đa năng ở thành phố Rangsit, Pathum Thani, Thái Lan. Sân hiện đang được sử dụng chủ yếu cho các trận đấu bóng đá. Sân vận động có sức chứa 25.000 người. Sân nằm trong khuôn viên Rangsit của Đại học Thammasat. Sân nằm gần Băng Cốc.
Sân được xây dựng cho Đại hội Thể thao châu Á 1998 bởi công ty xây dựng Christiani và Nielsen, công ty đã xây dựng Đài tưởng niệm Dân chủ ở Băng Cốc.
Diện mạo của sân là một phiên bản thu nhỏ của Sân vận động Rajamangala. Các trụ cột tạo thành một vòng liên tục, khá thấp phía sau mỗi khung thành nhưng lại dâng lên ở mỗi bên. Không giống như Rajamangala, Thammasat có mái che cả hai bên. Nổi bật nhất về sân vận động này là những bóng đèn pha. Các kiến trúc sư Thái Lan thường ưa chuộng cột trụ bằng bê tông nhưng đây lại là loại thép. Khi nhìn từ bên ngoài của sân vận động, chân đế của mỗi cột tháp dường như bám chặt bên ngoài sân vận động và chúng nghiêng hẳn về phía các khán đài để chiếu sáng tốt hơn cho khu vực thi đấu.
Thammasat dự định sẽ được sử dụng cho trận đấu của PEA FC với Singapore Armed Forces FC trong khuôn khổ vòng loại AFC Champions League vào tháng 2 năm 2009, nhưng mặt sân bị đánh giá là không thể thi đấu được và trận đấu đã được chuyển sang Rajamangala.

## Cơ sở vật chất
- Sân vận động
- Trung tâm thể thao dưới nước Thammasat
- Gymnasium 1
- Gymnasium 2
- Gymnasium 3
- Gymnasium 4
- Gymnasium 5
- Gymnasium 6
- Gymnasium 7

## Lịch sử đội thuê sân
- PEA từ 2001–2002
- INSEE Police F.C. từ 2011–2014
- Dome từ 2015–nay
- Bangkok United từ 2016–nay

## Các trận đấu bóng đá quốc tế

### Giải vô địch bóng đá U-23 châu Á 2020
| Ngày                | Thời gian (UTC+07) | Đội #1      | Kết quả | Đội #2      | Vòng      | Khán giả |
| ------------------- | ------------------ | ----------- | ------- | ----------- | --------- | -------- |
| 8 tháng 1 năm 2020  | 17:15              | Iraq        | 1–1     | Úc          | Vòng bảng | 106      |
| 9 tháng 1 năm 2020  | 17:15              | Qatar       | 2–2     | Syria       | Vòng bảng | 750      |
| 9 tháng 1 năm 2020  | 20:15              | Nhật Bản    | 1–2     | Ả Rập Xê Út | Vòng bảng | 1.433    |
| 11 tháng 1 năm 2020 | 17:15              | Bahrain     | 2–2     | Iraq        | Vòng bảng | 112      |
| 12 tháng 1 năm 2020 | 17:15              | Ả Rập Xê Út | 0–0     | Qatar       | Vòng bảng | 150      |
| 12 tháng 1 năm 2020 | 20:15              | Syria       | 2–1     | Nhật Bản    | Vòng bảng | 1.509    |
| 14 tháng 1 năm 2020 | 20:15              | Úc          | 1–1     | Bahrain     | Vòng bảng | 123      |
| 15 tháng 1 năm 2020 | 17:15              | Uzbekistan  | 1–2     | Hàn Quốc    | Vòng bảng | 606      |
| 15 tháng 1 năm 2020 | 20:15              | Ả Rập Xê Út | 1–0     | Syria       | Vòng bảng | 87       |
| 18 tháng 1 năm 2020 | 17:15              | Ả Rập Xê Út | 1–0     | Thái Lan    | Tứ kết    | 14.958   |
| 19 tháng 1 năm 2020 | 17:15              | Hàn Quốc    | 2–1     | Jordan      | Tứ kết    | 596      |
| 22 tháng 1 năm 2020 | 20:15              | Úc          | 0–2     | Hàn Quốc    | Bán kết   | 789      |

### Giải vô địch bóng đá Đông Nam Á 2022
| Ngày                 | Thời gian (UTC+08) | Đội #1   | Kết quả | Đội #2      | Vòng              | Khán giả |
| -------------------- | ------------------ | -------- | ------- | ----------- | ----------------- | -------- |
| 26 tháng 12 năm 2022 | 19:30              | Thái Lan | 4–0     | Philippines | Vòng bảng         | 6.567    |
| 2 tháng 1 năm 2023   | 19:30              | Thái Lan | 3–1     | Campuchia   | Vòng bảng         | 8.415    |
| 10 tháng 1 năm 2023  | 19:30              | Thái Lan | 3–0     | Malaysia    | Bán kết lượt về   | 18.927   |
| 16 tháng 1 năm 2023  | 19:30              | Thái Lan | 1–0     | Việt Nam    | Chung kết lượt về | 19.306   |

### Cúp bóng đá U-17 châu Á 2023
| Ngày                | Thời gian (UTC+08) | Đội #1      | Kết quả        | Đội #2     | Vòng      | Khán giả |
| ------------------- | ------------------ | ----------- | -------------- | ---------- | --------- | -------- |
| 15 tháng 6 năm 2023 | 17:00              | Yemen       | 4–0            | Malaysia   | Vòng bảng | 129      |
| 17 tháng 6 năm 2023 | 19:00              | Ấn Độ       | 1–1            | Việt Nam   | Vòng bảng | 108      |
| 18 tháng 6 năm 2023 | 17:00              | Lào         | 1–2            | Yemen      | Vòng bảng | 122      |
| 20 tháng 6 năm 2023 | 19:00              | Uzbekistan  | 1–0            | Ấn Độ      | Vòng bảng | 98       |
| 21 tháng 6 năm 2023 | 19:00              | Malaysia    | 2–1            | Lào        | Vòng bảng | 135      |
| 23 tháng 6 năm 2023 | 19:00              | Việt Nam    | 0–1            | Uzbekistan | Vòng bảng | 149      |
| 25 tháng 6 năm 2023 | 17:00              | Iran        | 0–0 (4–2 pen.) | Yemen      | Tứ kết    |          |
| 26 tháng 6 năm 2023 | 21:00              | Ả Rập Xê Út | 0–2            | Uzbekistan | Tứ kết    | 170      |
| 29 tháng 6 năm 2023 | 17:00              | Iran        | 0–3            | Nhật Bản   | Bán kết   | 298      |